# 赫拉比內 (利沃夫區)
49°33′5″N 23°42′51″E / 49.55139°N 23.71417°E
赫拉比内（烏克蘭語：Грабине），是烏克蘭西部的村莊，隸屬利維夫州的利維夫區。該村面積5.2平方公里，海拔高度256米，2025年人口22，人口密度每平方公里9.81人。